# Johann Velten

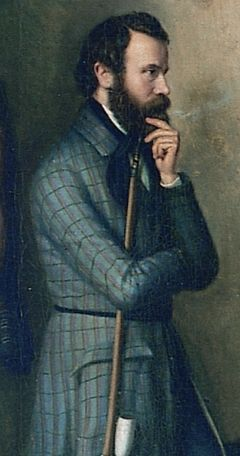
Selbstporträt, Ausschnitt aus Eine Gefängnißscene, 1849, Öl auf Leinwand, 78 × 93 cm, Stadtmuseum Simeonstift Trier.

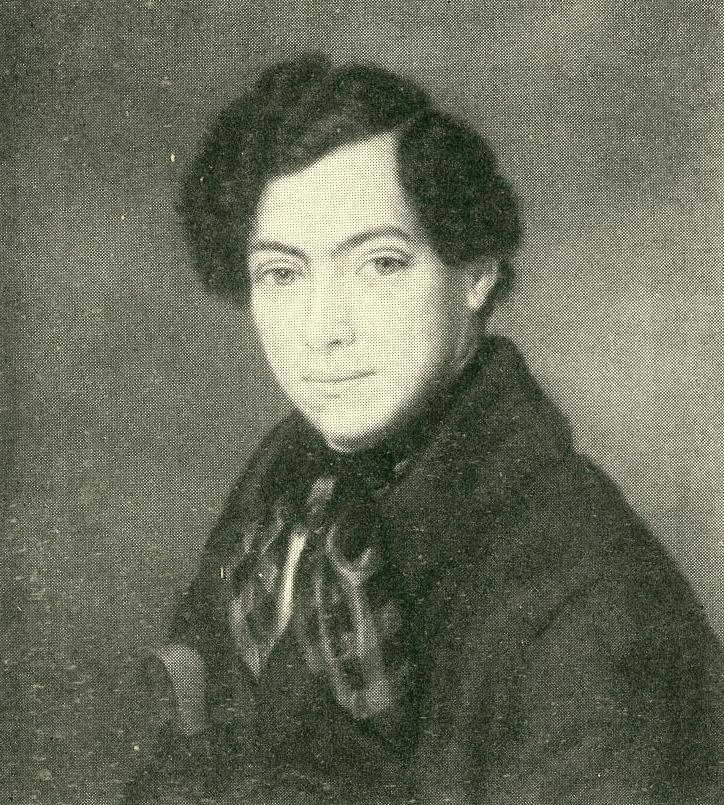
Jugendporträt des späteren Geheimen Admiralitätsrats Paulin Matthias Josef Coupette, 1845, Ölgemälde, 32 × 29 cm, Foto (anonym) nach Ausstellungskatalog Trierer vor 100 Jahren, 1929

Johann (auch Jean) Velten (* 15. Januar 1807 in Graach; † 30. Dezember 1883 ebenda) war ein deutscher Maler der Düsseldorfer Schule.

## Herkunft
Johann Velten, der seinen Vornamen auch in der französischen Form „Jean“ führte, stammte aus einer alt eingesessenen und weit verzweigten Familie im Weinort Graach an der Mosel, wurde jedoch in sozial bescheidenen Verhältnissen geboren. Sein gleichnamiger Vater Johann Velten war Weinbergarbeiter und hatte zusammen mit seiner Ehefrau Maria Catharina geb. Kees insgesamt acht Kinder zu ernähren.

## Ausbildung

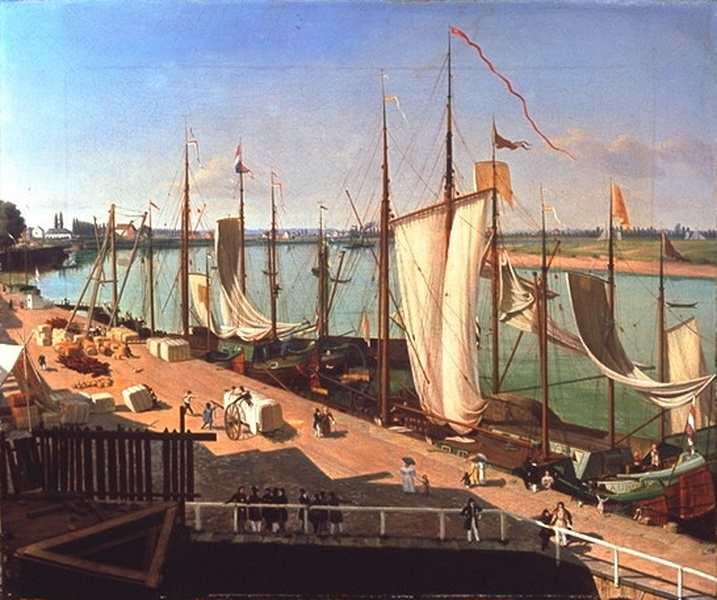
Der Düsseldorfer Hafen, 1832

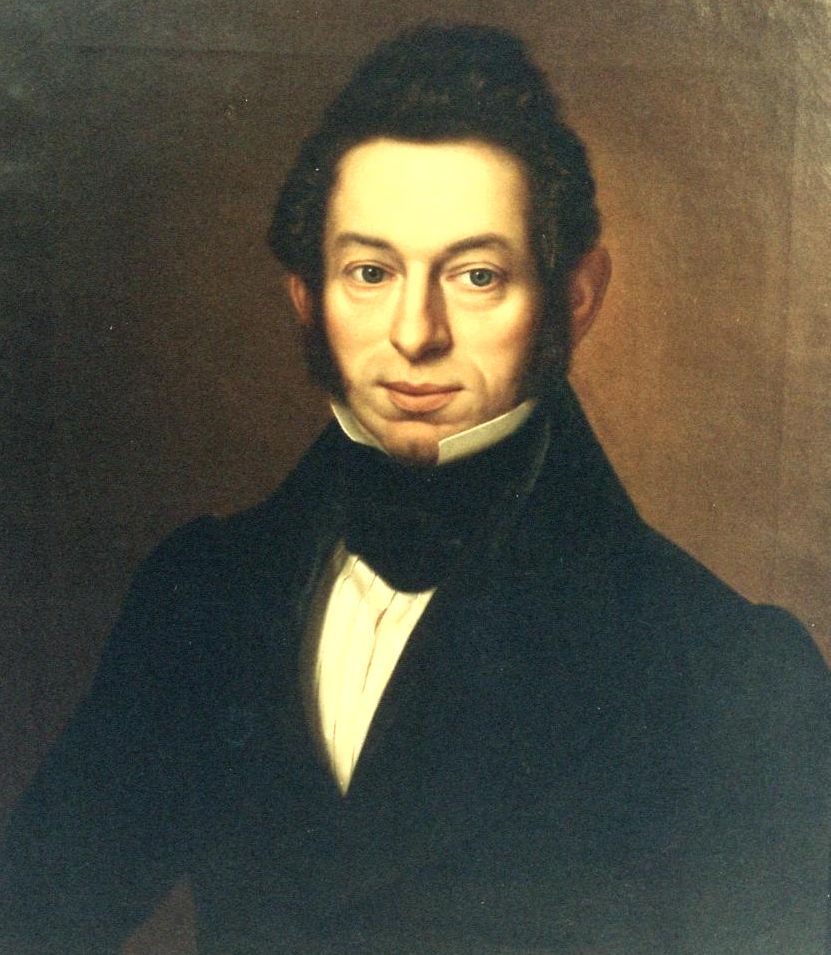
Porträt eines unbekannten Herrn, 1836, Öl auf Leinwand, 61,5 × 53,5 cm, Stadtmuseum Simeonstift Trier

Der Ausbildungsgang des Malers wie auch sein künstlerisches Wirken lassen sich nur lückenhaft nachzeichnen. Im bäuerlichen Umfeld muss seine Begabung jedoch früh aufgefallen sein, denn er fand in dem Trierer Kaufmann und Großgrundbesitzer Matthias Joseph Hayn einen Mäzen, der sich eingehend für seine Förderung einsetzte. Hayn hatte während der napoleonischen Ära im Rahmen der Säkularisation in großem Umfang enteignetes Kirchengut ersteigert, unter anderem den über Jahrhunderte zum Besitz der Abtei St. Martin in Trier gehörigen „Martinshof“ in Graach, der fortan „Josephshof“ benannt und von ihm zu einem Musterweingut entwickelt wurde. Über diesen Bezugspunkt in Graach dürfte der Kontakt zwischen Hayn und seinem Schützling Velten zustande gekommen sein. Er fiel in dieselbe Zeit, als Hayn auch dem Trierer Maler Johann Anton Ramboux durch einen lukrativen Freskenauftrag finanziell unter die Arme griff.
Nach einer nicht bekannten Grundausbildung begann Velten 1830 ein Studium an der Kunstakademie Düsseldorf, der damals wichtigsten Malerschule in Preußen. Sein spätes Eintrittsalter von 23 Jahren fällt auf, da das Dreistufensystem der Akademie von der Elementar- über die Vorbereitungsklasse hin zur eigentlichen Malklasse („ausübende Eleven“) schon ab dem zwölften Lebensjahr begonnen werden konnte. Nach der Familienüberlieferung erstreckte sich Veltens Studium insgesamt bis 1838, allerdings unterbrochen von längeren Aufenthalten in Belgien (vor allem Lüttich) zwischen 1832 und 1836. Als einzigen namentlich genannten Lehrer Veltens dokumentieren die Schülerlisten der Kunstakademie Heinrich Christoph Kolbe für 1830/31 im Porträtfach. Kolbe vertrat einen von langen Paris-Aufenthalten geprägten klassizistisch-kühlen Bildnisstil „von äußerst plastischer Präzision“, der innerhalb der Akademie angefeindet wurde und 1832 zu seiner Verdrängung führte. Auf Velten jedoch übte diese unprätentiöse Porträtkunst seines Lehrers nachhaltigen Einfluss aus. Ebenfalls im Jahr 1832, in dem noch sein frühes Gemälde Der Düsseldorfer Hafen entstand, verließ auch Velten die Akademie und wandte sich ins belgische Lüttich. Erst in den Schuljahren 1836 bis 1838 tauchte er wieder in den Schülerlisten der Düsseldorf Akademie als Bildnismaler auf.
Ein jüngst aus dem belgischen Kunsthandel erworbenes Herrenporträt, das Velten 1836 malte und französisch beschriftete, unterstreicht die entsprechenden familiären Angaben. Über seine dortige Weiterbildung liegen jedoch keine Nachrichten vor. Die Académie royale des beaux-arts de Liège, die bis zu ihrer Reorganisation 1837 nur noch als Zeichenschule fungierte, scheidet wohl aus. Ob Velten mit einem in der Literatur angeführten Bildnismaler M. J. Velten in Brüssel „mit Ausstellungen noch 1845“ oder auch mit einem dort tätigen „jüngeren Künstler dieses Namens als Porträtmaler“ identisch ist, konnte bisher nicht geklärt werden. Ein Maler „Velten“ wird für die 1840er Jahre als Schüler im Münchner Atelier des Malers Ferdinand von Lütgendorff-Leinburg erwähnt.

## Porträtist in der Moselregion
Anhand der heute noch fassbaren Werke lässt sich rekonstruieren, dass Velten nach dem Abschluss seiner Studien in die heimatliche Moselregion zurückkehrte und dort überwiegend als Porträtist arbeitete. Die Bildnismalerei rangierte zwar in der von den Kunstakademien vermittelten Hierarchie der Gattungen erheblich unter der „Königsdisziplin“ der Historienmalerei. Auf dem Kunstmarkt aber, den das Publikumsinteresse regulierte, fiel die größte Zahl der Aufträge ins Porträtfach. Die neue Schicht eines bildungs- und besitzstolzen Bürgertums wurde zum großen Auftraggeber der Porträtmaler. Wie der etwa gleichaltrige Louis Krevel, der in den 1840er Jahren eine dominante Rolle als Porträtmaler der großen Unternehmerfamilien an Saar und Mosel spielte, fand auch Velten seine Klientel beim begüterten Bürgertum der Region. Seine Bildnisse waren gefragt, obwohl oder gerade weil er, auch im Nachhall seiner Studien bei Kolbe, romantische Idealisierungen vermied und mit „ungeschminkter“ Charakterisierung im Stil des aufkommenden neuen Realismus arbeitete.

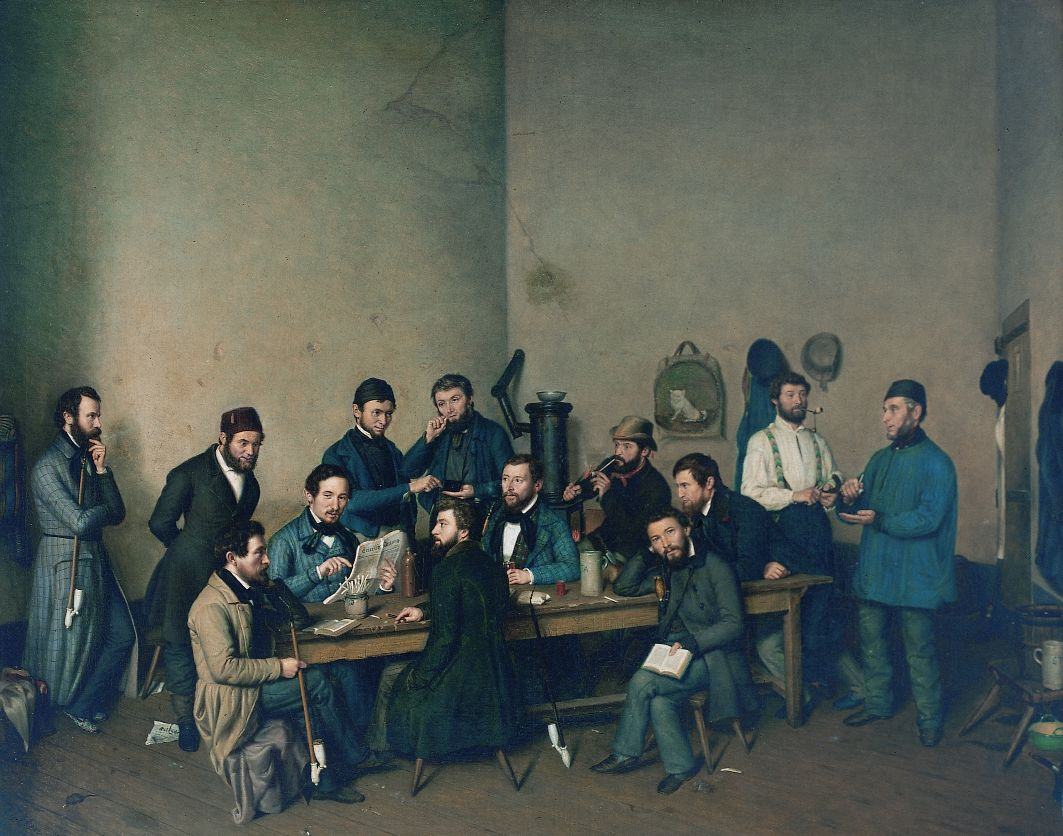
Eine Gefängnißscene, 1849, Öl auf Leinwand, 78 × 93 cm, Stadtmuseum Simeonstift Trier

## Eine Gefängnißscene

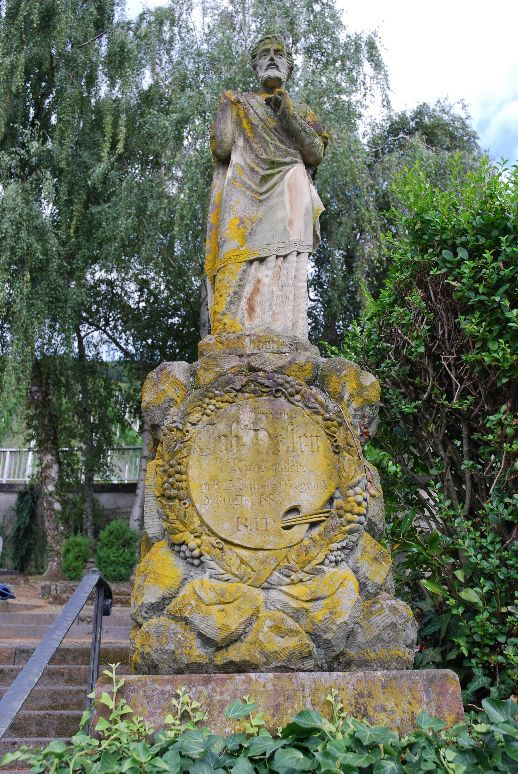
Grabstein des Malers Johann Velten mit Johannes-Statue und Palette im Rebenkranz auf dem Friedhof in Graach

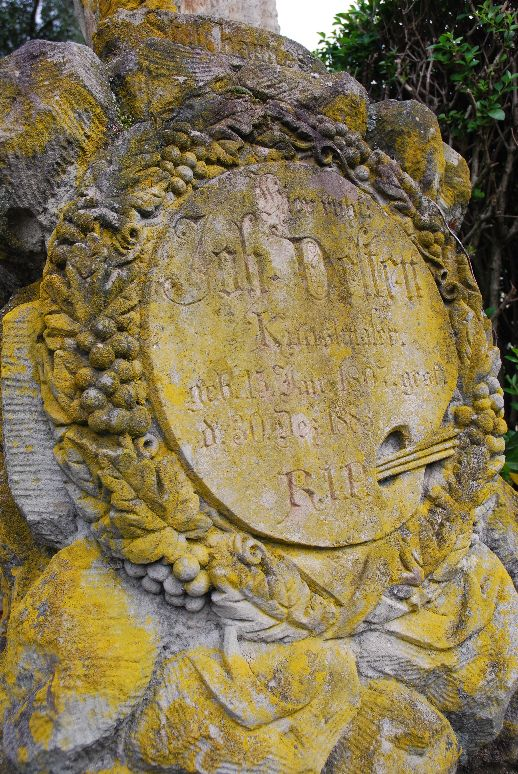
Grabstein des Malers Johann Velten (Detail): Palette im Rebenkranz

Aus der Reihe der bürgerlichen Repräsentationsporträts fiel das bekannteste Werk Veltens völlig heraus: seine 1849 entstandene Gefängnißscene. Das Gemälde zeigt am äußersten linken Bildrand den Maler im langen Schlafrock. Nach rechts hin sind seine zwölf von ihm minutiös porträtierten, auch namentlich bekannten Mithäftlinge um einen langen Tisch herum gruppiert. Sie rauchen und trinken, einer von ihnen liest einen Zeitungsartikel vor. Der Zeitungskopf ist deutlich zu erkennen: Es handelt sich um die oppositionelle, sozialistisch-demokratische „Trier’sche Zeitung“, die schon wenig später (1850) unterdrückt wurde. Das scheinbare Stammtisch-Idyll entpuppt sich als blanker Hohn. Wie seine Mitstreiter so hatte auch Velten ab Ende November 1848 als politischer Untersuchungsgefangener unter den strengen preußischen Haftbedingungen, unter anderem mit Zwangsarbeit und  Einzelhaft im Trierer Gefängnis eingesessen. Ihm waren umstürzlerische Umtriebe angelastet worden. Er sollte einen bewaffneten Zug aus Graach nach Bernkastel angeführt und dort am 26. November 1848 an einem Aufruhr revoltierender Bauern, Handwerker und Winzer teilgenommen haben. Der Aufstand war mit aus Trier anrückenden Truppen niedergeschlagen und Bernkastel unter Besatzung gestellt worden. Velten wurde schließlich in der  Hauptverhandlung vor dem Assisenhof in Trier Anfang Juni 1849 freigesprochen. Wieder auf freiem Fuß rechnete er mit der preußischen Obrigkeit ab, malend und auch verbal mit einer Bildinterpretation, die er parodistisch verklausuliert veröffentlichte und zwar in der Trier’schen Zeitung. Von sich in der dritten Person sprechend trug er dick auf: „Als Velten sich von dem Lachkrampf über seine Verhaftung erholt hatte, gedachte er im Arresthause zu Trier seiner edlen Kunst, stellte die Staffelei auf, rieb die Farben und malte … eine Gefängnißscene.“ Das Gemälde gehört zu den raren Bilddokumenten der Demokratischen Revolution 1848/49 in der Moselregion; es wurde vielfach ausgestellt und abgebildet, auch „von Moskau“ zum Ankauf nachgefragt.

## Veltens Spätphase
Rund ein halbes Jahr nach seiner Haftentlassung heiratete Velten am 15. Januar 1850 (Berufsangabe „Maler“) in Graach die ebenfalls aus seinem Heimatort stammende, zwanzig Jahre jüngere Anna Gertrud Beucher. Das Ehepaar, dem zwischen 1850 und 1864 insgesamt fünf Kinder geboren wurden, lebte nun offensichtlich in gesicherten finanziellen Verhältnissen, wie sich an kostspieligen Auslandsreisen unter anderem in die USA (um 1865) und nach Spanien ablesen lässt. Velten war weiterhin als Porträtist tätig, hatte aber auch Landschaftsdarstellungen und Kirchenmalerei in seine Arbeitsgebiete aufgenommen. Allerdings datiert das späteste bekannte Werk Veltens, ein Porträt seiner Tochter Klara, aus dem Jahre 1868; für das letzte Viertel seines Lebens fehlen Belege seiner künstlerischen Tätigkeit. Offen bleibt, ob dieser Umstand der Erbteilung und Abwanderung erheblicher Werkkomplexe ins Ausland geschuldet ist oder ob der Maler tatsächlich den Pinsel aus der Hand gelegt hatte. Velten starb im Alter von 76 Jahren und wurde auf dem Friedhof neben der Graacher Pfarrkirche St. Simon und Juda beerdigt. Sein Grabdenkmal mit einer bekrönenden Johannes-Statue und einer Namenskartusche in Form einer Palette mit Pinseln ist bis heute erhalten.

## Werke
Bei den nachfolgend aufgelisteten Werken handelt es sich ausschließlich um Ölgemälde.
- um 1822 Selbstbildnis, Familienbesitz[14]
- um 1826 Selbstbildnis, Familienbesitz
- 1832 Der Düsseldorfer Hafen, Wallraf-Richartz-Museum & Fondation Corboud, Köln, Inv. Nr. WRM 2469
- 1836 Porträt eines unbekannten Herrn, Stadtmuseum Simeonstift  Trier, Inv. Nr. III.1440
- 1836 Porträt des Antonius Leonardus Receveur (Venlo 1781 – 1857 Luik) und dessen Frau Emilia Bontampts (Geldern 1794 – 1862 Venlo)
- 1841 Porträt des Joseph Ludwig Lintz, Oberforstmeister in Trier, Privatbesitz (1929)[15]
- 1841 Porträt seiner Ehefrau Maria Charlotte Lintz geb. Krämer, Privatbesitz
- 1841 Porträt des Ingenieurs Louis Lintz, Sohn der vorgenannten Eheleute Lintz, tätig für die Cockerill’schen Werke in Seraing bei Lüttich (u. a. Lokomotivenbau), möglicherweise eine Anlaufstelle für Velten, Privatbesitz[16]
- 1841 Porträt des Kaufmanns Fritz Gustav Lintz, Sohn der vorgenannten Eheleute Lintz, Privatbesitz[17]
- 1841 Porträt der Maria Sophie Lintz, Tochter der vorgenannten Eheleute Lintz, Privatbesitz
- 1845 Porträt des aus Trier stammenden Admiralitätsrats Paulin Matthias Josef Coupette, Privatbesitz (1929)[18]
- 1847 Ganzporträt des Nachtwächters „Harry“ von Zeltingen, Gemeinde Zeltingen-Rachtig
- 1849 Porträt der Franziska Coupette geb. Lintz, Privatbesitz (1929)[19]
- 1849 Porträt des Adolph Lintz, Sohn der Eheleute Joseph Ludwig Lintz, Privatbesitz[20]
- 1849 Porträt der Henriette von Arend geb. Lintz, Privatbesitz
- 1854 Porträt des Karl Hubert Eskens, Direktor des Landarmenhauses in Trier, Privatbesitz (1929)[21]
- 1856 Porträt des Joseph Hauth, Weingutsbesitzer in Bernkastel-Kues, Privatbesitz[22]
- 1856 Porträt der Elisabeth Hauth geb. Lorenz, Privatbesitz
- undatiertes Porträt der Dorothea Böcking geb. Nießen, Privatbesitz
- undatiertes Porträt des Jacob Cetto, Kaufmann in Bernkastel-Kues, Privatbesitz
- undatiertes Porträt des Anton Cetto, Bürgermeister in Bernkastel-Kues, Privatbesitz
- undatiertes Porträt des Adolph Huesgen, Weingutsbesitzer in Enkirch, Privatbesitz[23]
- 1858 Landschaftsansichten (Eifel, Hunsrück, Mosel, Rhein), Ölgemälde auf Leinwand  als Wandbespannungen im Haus Kayser, Moselstraße 10, Traben-Trarbach, Privatbesitz[24]
- 1859 Cochem, Uferansicht mit Burgruine, Supraporte, Privatbesitz[25]
- 1861 Altarblätter Mariä Himmelfahrt und Herz-Jesu für die Seitenaltäre der Pfarrkirche St. Remigius in Kröv[26]
- 1861 Porträt des Michael Pauly, Amtsvorsteher in Graach, Privatbesitz[27]
- 1868 Porträt seiner Tochter Clara Velten, Privatbesitz

Soweit Johann Velten auch Lithografien zugeschrieben werden, handelt es sich offensichtlich um eine  Verwechslung mit eigenhändigen oder Werkstattarbeiten des Lithografen Johann Velten in Karlsruhe, der dort spätestens ab 1820 ein „Lithographisch-Artistisches Institut“ führte, auch als Hof-Kunsthändler und Verleger für namhafte Künstler tätig war. Er gab u. a. ab 1821 die Sammlung Merkwürdige Gebäude des Teutschen Mittelalters mit Lithografien von Domenico Quaglio heraus.

## Ausstellungen
Johann Velten wurde noch keine Einzelausstellung gewidmet.
Ausstellungsbeteiligungen:
- 1832 Düsseldorf, Juli: Das Rheinwerft zu Düsseldorf (Der Düsseldorfer Hafen).[31]
- 1854 Trier, August und September. „Kunst- und Gewerbeausstellung für die Regierungs-Bezirke Aachen, Coblenz und Trier, das Großherzogthum Luxemburg und das Fürstenthum Birkenfeld“: Drei Ölgemälde Veltens (ohne nähere Angaben).[32]
- 1929 Trier, 6. bis 14. Juli. Portraits-Ausstellung Trierer vor 100 Jahren (wie Lit. Verz.): Sechs Porträts und „Eine Gefängnißscene“.
- 1979 Düsseldorf/Darmstadt, Mai bis September. Ausstellung: Die Düsseldorfer Malerschule (wie Lit. Verz.): Der Düsseldorfer Hafen, 1832.[33]
- 1981 Berlin, August bis November: Preußen – Versuch einer Bilanz: „Eine Gefängnißscene“, hier bezeichnet als: Die 48er Revolutionäre nach ihrer Gefangennahme durch preußische Truppen.[34]
- 1984 Trier, März bis September: Kurfürsten und Bürger – Ausstellung zur 2000-Jahr-Feier der Stadt Trier im Städtischen Museum Simeonstift Trier: „Eine Gefängnißscene“.[35]
- 1988/89 München, Dezember bis Februar: Kunst des Biedermeier 1815-1835: Der Düsseldorfer Hafen.[36]
- 1989 Oberhausen, Juni bis August. Trier – Kultur und Wirtschaft aus vier Jahrhunderten – Ausstellung in der Städtischen Galerie Schloss Oberhausen: „Eine Gefängnißscene“, wie vor.[37]
- 1998/99 Trier, Oktober bis April. Ausstellung: Der schlimmste Punkt in der Provinz – Demokratische Revolution 1848/49 in Trier und Umgebung: „Eine Gefängnißscene“.
- ab 2007 Trier, Dauerausstellung Stadtgeschichte im Stadtmuseum Simeonstift Trier: „Eine Gefängnißscene“.